# Giovanni Massaroni
Giovanni Massaroni (fl. XIX-XX secolo) è stato un calciatore italiano.

## Carriera
Fu nella rosa del Mediolanum agli inizi del XX secolo, compreso nel 1902 dove la squadra milanese partecipò per la prima volta al torneo organizzato dalla FIF da cui furono immediatamente estromessi dal Genoa. Nel 1905 con molti altri compagni di squadra della Mediolanum si trasferisce all'US Milanese. Con i bianconeri nel 1906 gioca le eliminatorie lombarde perse contro il Milan.

## Palmarès

### Calciatore

#### Club

##### Altre Competizioni
- Torneo FGNI: 1

Mediolanum: 1901